# Hopeton (Oklahoma)
Hopeton est une census-designated place du comté de Woods, dans l'État d'Oklahoma, aux États-Unis. En 2020, elle compte une population de 22 habitants.